# 種子

種子的基本結構

种子(seed)在植物学的定义，是种子植物的胚珠经传粉受精后长成的结构，是裸子植物、被子植物特有的繁殖体（propagule）；一般由种皮、胚和胚乳组成。种皮具保护功能；胚是种子中最主要的部分，萌发后长成新的个体；胚乳则含有营养物质。
在不精确而广义上（例如农学、生态学、口语上），“种子”一词除上文定义外，亦可涵盖颖果、瘦果、谷粒等；它们实际上是果实，应称为 种实 或 籽实，属于一种播散体（disseminule）；而不易分开果皮和种皮，则可称为 實皮。

## 结构

### 种皮

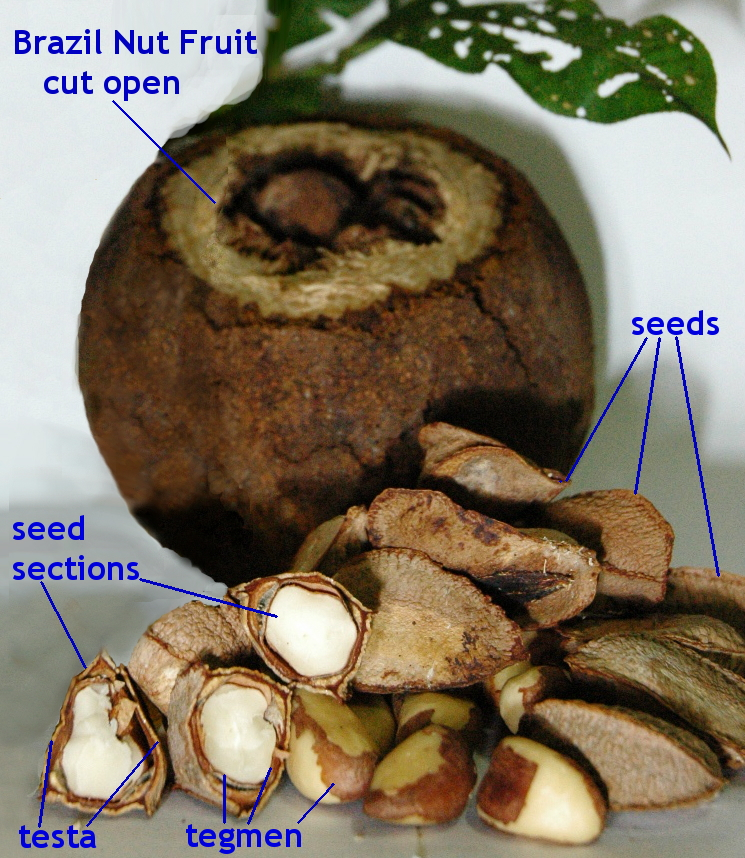
巴西坚果种子的外种皮与内种皮

种皮（seed coat）又称为种被，由珠被发育而来，有保护胚与胚乳的功能。
- 裸子植物的种皮由外层、中层（石质层）、内层（肉质层）组成。苏铁和银杏，外层的肉质层肥厚，成熟时具色素；许多松柏类植物的外层不发达。内层一般趋向皱缩，在成熟的种子中呈纸状薄层，衬贴在中层里面。红豆衫、罗汉松的种子具假种皮，成熟后呈红色。红豆衫的假种皮呈杯状，内含种子。罗汉松的假种皮包围于种子上象罗汉的袈裟。银杏的外种皮肉质化，具绿色的肉质外种皮，人们常把种子误认为果实。

- 被子植物的种皮多样，有些具有由外珠被发育而来的外种皮（testa）及由内珠被发育而来的内种皮（tegmen），有些则仅有一片珠被发育成的单层种皮，甚至有些种皮还包括来自珠心细胞的细胞层。花生、桃、杏等种子外有坚硬的果皮，种皮结构简单，薄如纸状；小麦、玉米、水稻、莴苣的种子，果皮与种皮愈合，种子成熟时种皮被挤压，紧贴于果皮的内层(這類果實我們稱其為穎果)；有些豆科植物和棉花的种子有坚硬的种皮，种皮表皮下有栅栏状的厚壁组织细胞层，表皮上有厚的角质膜。有些豆类种子由于角质膜过厚形成“硬实”，不易萌发。棉籽的表皮上有大量的表皮毛（棉纤维）。蕃茄种皮的表皮细胞柔软透明呈胶质状，并有刺突起。石榴种皮的表皮细胞伸长为细线状，细胞液中含糖可食用；荔枝、龙眼的种子可食部分，由假种皮肉质化，假种皮由珠柄组织凸起包围种子形成。

种皮的结构与种子休眠相关。有的植物种皮中含有萌发抑制剂，除掉这类植物种皮，对种子萌发有刺激效应。

### 胚
受精作用后精核与卵细胞结合发育而成胚，其由胚芽、胚轴、胚根、子叶组成。
- 裸子植物的胚沿种子的中央纵轴排列，不同种类种子，子叶数不同，为1～18个。常见为两个，如苏铁、银杏、红豆杉、香榧、红杉、买麻藤、麻黄等。

- 被子植物胚的形状多样，但在种子中的位置固定，一般胚根朝向珠孔。胚的子叶也多样，有细长的、扁平的，有的含大量储藏物质而肥厚呈肉质，如花生、菜豆，也有的成薄薄的片状如蓖麻。有的子叶与真叶相似，有锯齿状的边缘，有的在种子内部呈多次折叠如棉花。禾本科的胚，只有一枚子叶。胚由胚芽、胚芽鞘、胚根、胚根鞘、胚轴组成。在胚轴的一侧生有一片盾形子叶（盾片）。

### 胚乳
胚乳，精确地说是内胚乳（Endosperm），是相对于珠心组织发育而来的外胚乳（Perisperm）的用词。
- 裸子植物的胚乳是由雌配子体未受精而直接发育而成的單倍體，一般比較發達，多儲藏澱粉或脂肪，也有的含糊粉粒。胚乳一般為黄色，少數為白色，銀杏成熟的種子中胚乳呈綠色。

- 被子植物的胚乳在双受精过程中，一个精核与胚囊中的两个极核融合发育成多倍体，常为三倍体。多数被子植物在种子发育中有胚乳形成，但有的成熟种子中不具、具很少的胚乳，由于它们的胚乳在发育中被胚分解吸收了。一般把成熟的种子分有胚乳种子、无胚乳种子。无胚乳种子中胚很大，胚体各部分，特别在子叶中储有大量营养物质。

不同种子的胚乳寿命、数量、储藏物质不同。胚乳中一般储藏物质是淀粉、蛋白质、脂肪。还有些碳水化合物，如甘露糖、半纤维素可沉积在细胞壁上，如咖啡、柿子、海枣等。含淀粉的胚乳常是没有生命的，如灯心草科、莎草科、禾本科、蓼科、石竹科中含淀粉的胚乳细胞，成熟后细胞核退化；在百合科、石蒜科、萱草属、蓖麻属、胡萝卜属中含淀粉的胚乳细胞是有生命的。
一般在胚、胚乳发育的过程中，体积不断地扩大，胚囊外的珠心组织受到破坏，最后为胚、胚乳吸收，所以在成熟的种子中没有珠心组织；但有些被子植物在种子发育过程中珠心组织保留下来，并储藏养料形成外胚乳（因此相对地将受精后形成的胚乳称为内胚乳）。菠菜、甜菜、咖啡的成熟种子具有外胚乳；胡椒、姜的成熟种子兼有胚乳、外胚乳。有些被子植物甚至在胚乳外又有一层或几层细胞含糊粉粒，称为糊粉层。

## 種子預措
種子播種前對種子進行的處理，稱之為種子預措(seed pretreatment)，目的是為使播種容易，促進種子發芽、幼苗生長及預防病蟲害。

## 传播
種子可藉由風力、自力、水力以及動物傳播：

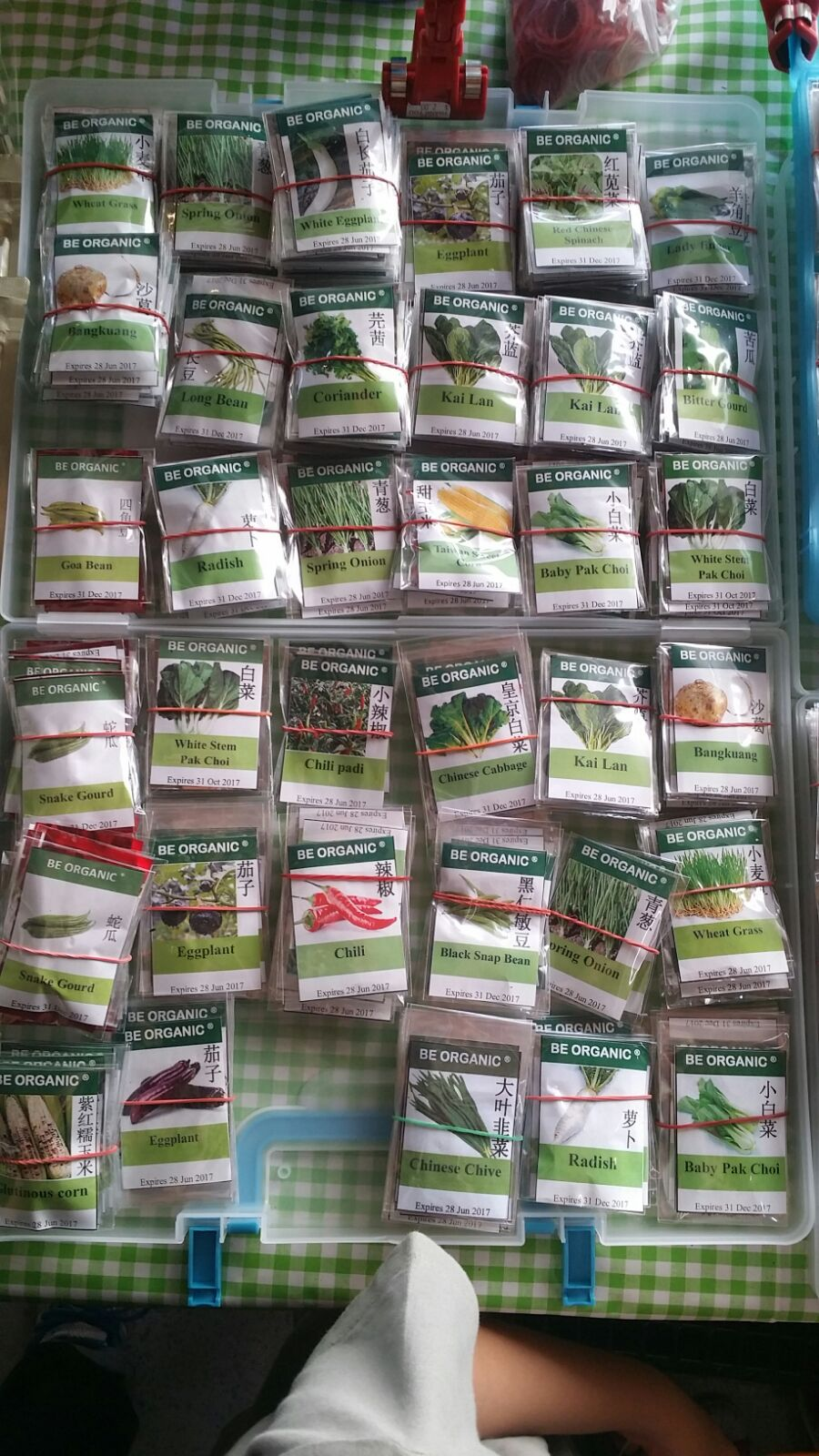
新加坡种菜用的种子

1. 風力傳播是指較輕或有輔助的翅的種子，藉由風力將種子傳播至較遠的地區。例如：木棉、蒲公英等植物。
2. 自力傳播是果實成熟時，會將種子彈開，使種子可以進行傳播。例如：酢漿草等。
3. 水力傳播是生長在海邊或河水邊的植物，在果實成熟時掉入水中，藉由水力將果實傳播至遠處；由於水可促使種子發芽，因此這種植物大多由完整的果實保護。例如: 椰子等。
4. 動物傳播又可分兩種，一種是動物咬食，另一則是附在動物的身體上。動物咬食的果實大多比較重，而且可以食用，無法消化的種子經由排泄傳播。例如：百香果、番石榴、無花果。附在動物身上的果實大多有逆刺，可以勾在動物身上。例如：黐頭芒。

## 作物种子
由于人类对于作物的栽植，不一定用种子来繁殖，所以作物种子一般只包含三大类：禾谷类种子、豆菽类种子、油籽类种子。（按植物学定义，有些实际上是果实）